# 西普韋布洛 (科羅拉多州)
西普韋布洛（英語：Pueblo West）是位於美國科羅拉多州普韋布洛縣的一個人口普查指定地區。

## 地理
西普韋布洛的座標為38°19′54″N 104°44′26″W / 38.33167°N 104.74056°W，而該地最高點為海拔高度1510米（即4960英尺）。

## 人口
根據2010年美國人口普查的數據，西普韋布洛的面積為128.744平方千米，當中陸地面積為128.692平方千米，而水域面積為0.052平方千米。當地共有人口29637人，而人口密度為每平方千米230人。